# Illueca
Illueca è un comune spagnolo di 3 269 abitanti situato nella comunità autonoma dell'Aragona; è il capoluogo della comarca di Aranda.